# Trichotocleonus
 Trychotocleónus — рід жуків родини Довгоносики (Curculionidae).

## Спосіб життя
Не вивчений, ймовірно, він є типовим для представників Cleonini.

## Географічне поширення
Єдиний відомий вид цього роду мешкає у центральній частині Півдня Палеартики (див. нижче).

## Класифікація
Описаний один вид роду:
- Trichotocleonus longipilis Voss, 1959 — Афганістан[1].

Типовий екземпляр виду зберігається в Музеї Кьоніга (Бонн).